# Karel Dončec
Karel Dončec [kárel dónčec] (madžarsko Doncsecz Károly), slovenski lončar, * 30. maj 1918, Andovci, † 12. november 2002, Kermendin (Körmend), Madžarska.
Dončec je bil na Madžarskem živeči slovenski lončar, umetnik ljudske obrti. Živel in deloval je v Verici-Ritkarovci (madžarsko Kétvölgy, Železna županija).

## Življenje
Njegova starša sta bila premožna kmeta v Andovcih (Orfalu). Oče, Karel Dančec starejši (1894-1927), se je rodil v Andovcih enako kot mati Ana Talaber (1900-1920). Imel je brata Štefana. Brata Dončec sta zelo zgodaj izgubila starše. Njuna mama je umrla med porodom skupaj z novorojenčkom. Njun oče je umrl sedem let kasneje zaradi pljučne bolezni. Dva brata, siroti je vzel k sebi njun dedek Štefan Dančec (1871-1932).

### Mladost
Mladi Karel je nekaj časa delal v Andovcih pri nekem strugarju. Na začetku je hotel postati krojač. Prvo njegovo srečanje z lončarskim poklicem je bilo v Števanovcih (Apátistvánfalva) pri lončarju Karlu Kürnjeku, ki mu je predlagal, naj se odloči poklic. Leta 1933, ko je bil star 15 let, je odšel v madžarsko vas Soboško ves (Magyarszombatfa). Tam je osvojil osnove lončarstva pri mojstru Jánosu Zsohárju, kjer je delal tri leta kot vajenec. Poznejša lastna dela je izoblikoval pod vplivom te lončarske šole. Najzahtevnejša njegova umetnina je bila vrč za vodo (porabskim narečju: pöjtrá). Od leta 1937 do 1938 je delal v Zalaegerszegu pri Lajosu Némethu, nato nadaljeval svojo pot v Sümeg k tamkajšnjemu mojstru Istvánu Adorjánu. Tu je baje spoznal motiviko, ki so jo uporabljali na veliki panonski nižini. Vplivala so nanj tudi dela znanega lončarja Balázsá Badárjá (1854-1939) iz Mezőtúra. Med svojim delovanjem je zbiral raznorazno keramiko iz Prekdonavja (Dunántúl), iz Őrséga in Porabja, te predmete je imel za vzorce pri svojem delu. Pozneje je to zanimivo zbirko razstavil na policah svoje delavnice - skladišča, vanjo je uvrstil tudi svoje prve izdelke.
Po kratkem monoštrskem (Szentgotthárd) delovanju pri Jánosu Keréczu se je vrnil v Andovce. Tu se je poročil z Ano Gašparjevo (1920-1984). Imela sta tri sinove, izmed njih je postal najmlajši, Karel († 2005) lončar, največ se je naučil od svojega očeta in je bil verički župan. Na Verici (v tistem času Permise) so podedovali hišo soproginih staršev, ki je prej bila tudi gostilna.

### V vojno
Leta 1942 je bil vpoklican v vojsko, poslali so ga v Kolozsvár (Cluj Napoca), nato v Ukrajino, kjer se je boril dve leti v okolici Stanislava (danes Ivano-Frankivsk). Leta 1944 so jih med umikanjem, na bojišču na Poljskem napadla angleška vojaška letala v okolici Kolomeje (danes Kolomija, v Ukrajini). Dončec se je komaj rešil, a Rusi so ga hitro ujeli in deportirali na Češko, od koder je pobegnil. Prebil se je skozi Slovaško. V okolici Gjura (Győr) so ga spet ujeli, a so ga čez nekaj časa izpustili in se je vrnil domov.

### Karel Dončec, mojster ljudske obrti
Ob lončarstvu se je ukvarjal tudi s kmetovanjem. Velikokrat je vozil svoje izdelke v županijo Zala, dostikrat je gostoval s svojimi izdelki na sejmu, ki ga vsako leto prireajo v Őriszentpétru.
Za svoje ustvarjalno delo je dobil več priznanj. Nagradila ga je Zveza južnih Slovanov na Madžarskem, nato pa Zveza Slovencev na Madžarskem. Leta 1984 je prejel častno priznanje Mojster ljudske obrti, ki mu je ga predal takratni madžarski minister za kulturo Béla Köpeczi. Imel je veliko obiskovalcev iz različnih krajev Madžarske in iz drugih držav. Največ gostov ga je obiskalo iz sosednje Slovenije, iz Nemčije, nekaj turistov celo iz Francije. Leto dni pred smrtjo je dobil za svoje vojaške zasluge viteški naziv, ki ga ni nikdar uporabljal.
Proti koncu svojega življenja mu je bolezen preprečila ustvarjalno delo. Umrl je star 84 let v bolnišnici v Kermendinu. Z njegovo smrtjo je umrlo tudi lončarstvo v Porabju.
Njegov grob je na števanovskem pokopališču, poleg njega sta pokopana še njegova žena Ana Gašpar in sin Vendel Dončec († 2001). V rojstni hiši v Andovcih stoji spominska vitrina.